# 吉莉安·班菲尔德
吉莉安·班菲尔德（1959年8月18日—）是一位澳大利亚生物化学家与微生物学家，出生于新南威尔士州阿米代尔，现为加利福尼亞大學柏克萊分校教授，专攻微生物演化与地球化学。

## 荣誉与奖项
- 1999年，获麦克阿瑟基金会颁发的麦克阿瑟奖[4]
- 2000年，获约翰·西蒙·古根海姆纪念基金会颁发的古根海姆奖
- 2006年，当选美国国家科学院院士
- 2011年，获欧莱雅-联合国教科文组织女科学家奖
- 2011年，获富兰克林研究所颁发的本杰明·富兰克林奖章[5]
- 2015年，当选澳洲科學院外籍院士
- 2018年，當選英国皇家學會會士[6]
- 2020年，获欧洲地球化学协会颁发的尤里奖章[7]
- 2023年，获荷蘭皇家藝術與科學學院颁发的列文虎克奖章[8]